# Disenå
Disenå är en tätort i Sør-Odals kommun i Innlandet fylke i sydöstra Norge. Orten ligger i Odalen, vid Kongsvingerbanan, där fylkesväg 175 möter fylkesväg 1946, på södra sidan av älven Glomma.
Fem kilometer söder om Disenå ligger gården Maarud där livsmedelsföretaget med samma namn startade sin verksamhet.